# Synagogue de Crailsheim

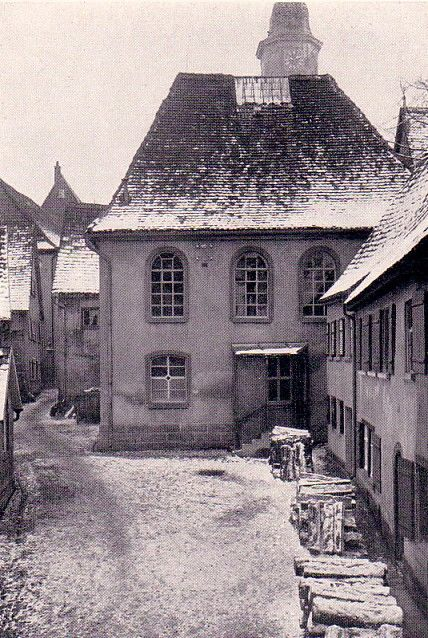
La synagogue dans les années de l'entre-deux-guerres

La synagogue de Crailsheim, construite en 1783, a été agrandie et remaniée en 1863. Pillée mais pas incendiée lors de la nuit de Cristal, le bâtiment est démoli lors des bombardements alliés sur la ville en 1945.
Crailsheim est une ville allemande dans le Land du Bade-Wurtemberg. Située à mi-distance entre Nuremberg et Stuttgart, elle compte actuellement un peu plus de 26 000 habitants.

## Histoire de la communauté juive

### La communauté juive au Moyen Âge
Une communauté juive existe au Moyen Âge à Crailsheim, qui appartient au margraviat d'Ansbach jusqu'à la fin du XVIIIe siècle. La persécution des Juifs lors de la peste noire de 1349 détruit la communauté.
En 1383, un Salman de Crailsheim est mentionné à Rothenburg. Avec quelques interruptions, un petit nombre de Juifs a continué à habiter dans la ville lors des siècles suivants.

### La communauté juive auXVIIIeetXIXesiècles
Au XVIIIe siècle, la communauté juive de Crailsheim est l'une des riches communautés juives du margraviat. En 1714, il y a 16 familles juives dans la ville ; En 1752, il y a 78 résidents juifs. 
Au XIXe siècle, la population juive à Crailsheim évolue comme suit : en 1808 il y a 85 résidents juifs; en 1824 123 Juifs représentant 4,6 % des 2 688 habitants de la ville; en 1843 on compte 168 Juifs; en 1880 288 soit 6,2 % de la population totale de 4 642 habitants; le nombre le plus élevé de résidents juifs est atteint vers 1910 avec 325 personnes soit 5,3 % d'un total de 6 101 habitants. 
La communauté juive dispose d'une synagogue, d'un centre communautaire juif avec une bibliothèque communautaire, d'une école, d'un mikvé (bain rituel) et d'un cimetière. Une école primaire juive existe de 1835 à 1923, suivie d'une école religieuse. Elle est d'abord hébergée dans une maison louée jusqu'à ce que la moitié de la maison soit achetée en 1839 et transformée en école. Un enseignant est employé pour s'occuper des tâches religieuses de la communauté. Il fait également office de chef de prière et de shohet (abatteur rituel). Jusqu'en 1835, la communauté emploie un rabbin local, Salomon Crailsheimer, qui cesse son activité en raison de l'absence des examens requis. La communauté est rattachée au rabbinat de Braunsbach, ville située à 25 km à l'ouest de Crailsheim, puis à celui de Schwäbisch Hall entre 1900 et 1914.  
Lors de la Première Guerre mondiale, la communauté juive perd cinq de ses membres tombés au front. Le Leutnant volontaire Friedrich Loeb reçoit la croix de fer. 

### L'entre-deux guerres

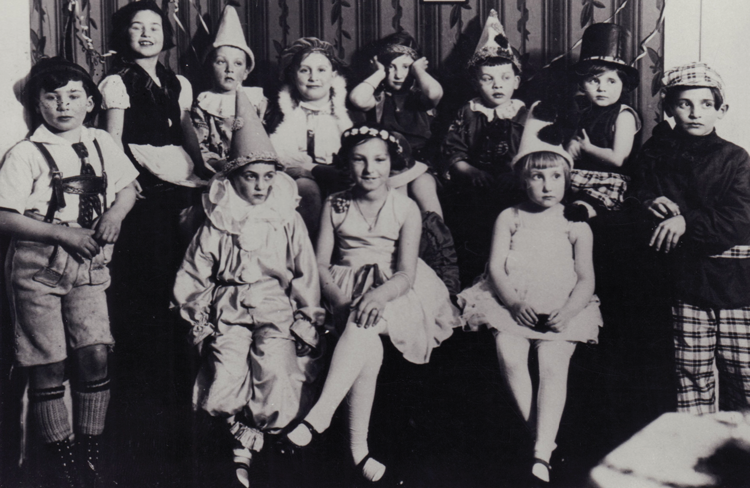
Fête de Pourim dans l'entre-deux-guerres

En 1925, la communauté compte 196 personnes soit 3,1 % des 6 420 habitants de la ville. Les dirigeants de la communauté sont Lazarus Haenlein Goldstein, Berthold Stein, Josef Wochenmark, Berthold Rosenfeld et Samuel Friedmann. Josef Wochenmark est employé par la communauté en tant qu'enseignant jusqu'à la fin de 1924, après quoi Wochenmark ira enseigner à Tübingen; Hermann Levy travaille comme schochet (abatteur rituel), gardien de communauté et administrateur de la synagogue. Il décède en 1927. 
Les associations juives comprennent l'association Zorche Zibur (ou Zorki Hazibor), l'association caritative Gemilus Chasodim (Actes de bonté), dirigée en 1924 par Emanuel Rosenfeld; l'association caritative Bikur Cholim (Visite aux malades), dirigée en 1924 par Hermann Helb et la' Israelitischen Frauenverein (Association des femmes israélites), fondée en 1844 et présidée en 1924 par Mme Julie Goldstein, et en 1932 par Pauline Kohn avec 63 membres. Ses objectifs et domaines d'activité est le soutien aux nécessiteux, aux veuves et aux orphelins et les services funéraires. Les deux associations caritatives Gemilus Chasodim et Bikur Cholim fusionnent après 1925 pour former la Israelitischen Wohltätigkeits- und Krankenpflegeverein Chewra Gemilus Chasodim und Bikur Cholim (Association israélite de bienfaisance et de soins aux malades Chewra Gemilus Chasodim et Bikur Cholim) dirigée en 1932 par David Stein, avec 57 membres, dont le but est le soutien aux personnes dans le besoin, soins médicaux et services funéraires. En 1932, le président de la communauté est Samuel Friedmann. Le professeur de religion est désormais Wilhelm Kahn, arrivé de Laupheim en 1933 et qui succède au professeur Salli Silbermann. Lors de l'année scolaire 1931-1932, il enseigne à 19 enfants. 

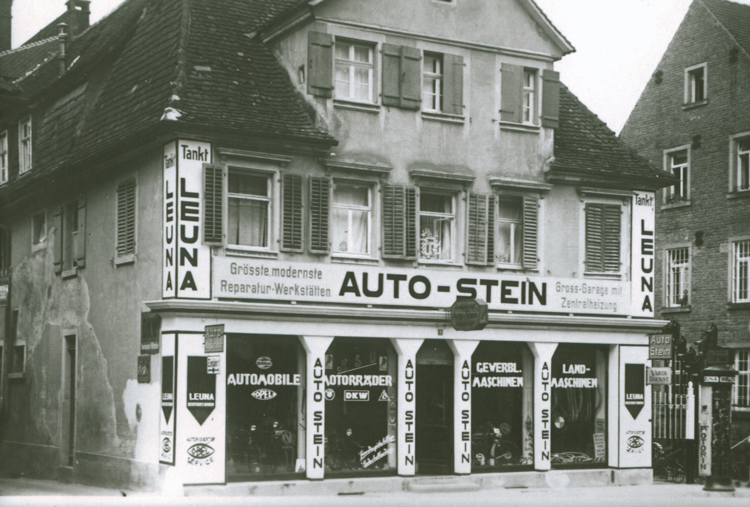
Le magasin d'automobiles de Stein

Les Juifs jouent un rôle important dans la vie économique de la ville jusque vers 1933. On peut citer entre autres: le bureau de placement de Salomon Adler au 2 Goldbacher Straße; l'agence immobilière Aron Strauß au 35 Karlstrasse; l'agence de voyages de Bernhard Heinemann au 24 Schulstraße; l'entreprise de nettoyage de Hermann Heinemann au 17 Karlstraße; le commerce de détail de chaussures de Sofie Adler au 9 Karlstraße; la broderie mécanique de Klara Bär au 6 Adam-Weiß-Straße; les articles textile de Josef Böhm au 9 Karlstraße et au 7 Ringgasse; les articles en laine de Moses Eppstein au 8 Schweinemarktplatz (place du marché aux cochons); le magasin de vêtements et de tissus de Sam et Dina Friedmann au 39 Lange Straße; le commerce de bétail de Max Essinger au 4 Karlstraße; celui de Josef et Julius Goldstein au 6 Schmale Straße; celui de Karl Hallheimer au 4 Untere Ludwigstraße; celui d'Albert Heinsfurter au 9 Schulstraße; la vente de bovins de boucherie de Julius Gutmann au 64 Lange Straße; celui de Louis Mezger au 12 Gartenstrasse; le magasin de charcuterie, volaille, café, thé de Paula Goldstein au 17 Webergasse; le magasin de charcuterie, graisses végétales d'Ida Heinsfurter au 17 Ringgasse; la boucherie Max Mezger 7 Hirschstraße; le magasin de vins, farines et produits régionaux Mezger & Stein au 6 Kapellengasse; le magasin de produits régionaux et de laine Rosenfeld & Cie. au 25 Wilhelmstraße; la boulangerie Moses Rosenthal 1 Schweinemarktplatz; le magasin de savons, d'huiles et de graisses Hermann Hilb au 31 Ratsgasse; le bureau de tabac, confiserie de Nathan Kohn au 19 Wilhelmstraße; le grossiste en cuirs, peaux, fourrures et distillerie de brandy de Nathan Landauer au 29 Kronprinzenstraße avec ses entrepôts et distillerie de brandy dans l'Unteren Ludwigstraße); le grossiste en cigares Julius Levi au 26 Schulstrasse; les produits manufacturés Julius Schlesinger au 2 Wilhelmstraße; le magasin d'animaux Simon Schloßberger au 11 Lange Straße; l'atelier de fer et de peinture Albert Stein au 15 Wilhelmstraße; l'atelier de ferronnerie et de peinture des frères Stein au 9 Lange Straße; le magasin de vieux métaux, de machines et de véhicules Siegfried Stein au 21 Wilhelmstrasse; et également la couturière pour femme Flora Levy au 14 Fronbergstrasse et le médecin généraliste Dr Max Königsberger au 22 Bahnhofstrasse (aujourd'hui 32 Bahnhofstrasse).

### La fin de la communauté juive
En 1933, 160 résidents juifs soit 2,5 % de 6 444 habitants, vivent à Crailsheim. Au cours des années suivantes, leur nombre continue à diminuer fortement en raison des du boycott économique, de l'augmentation des représailles et de la privation de droits. Lors de la nuit de Cristal en novembre 1938, l'intérieur de la synagogue est pillé et saccagé, des hommes juifs sont arrêtés et déportés vers le camp de concentration de Dachau. Berthold Stein y décède des suites de ses blessures. Une semaine après, le maire informe par écrit les propriétaires de magasins juifs qu'ils doivent désormais vendre leurs biens à la ville. En juillet 1939, la communauté juive est dissoute. Les derniers habitants juifs de Crailsheim sont déportés en 1941-1942.
Fin août 1942, le journal local annonçe que Crailsheim est désormais « judenfrei » (libre de Juifs). 
Le mémorial de Yad Vashem de Jérusalem et le Gedenkbuch - Opfer der Verfolgung der Juden unter der nationalsozialistischen Gewaltherrschaft in Deutschland 1933-1945 (Livre commémoratif – Victimes des persécutions des Juifs sous la dictature nazie en Allemagne 1933-1945) répertorient 82 habitants nés, ou ayant vécu longtemps à Crailsheim parmi les victimes juives du nazisme.

## Histoire de la synagogue

### Les premières salles de prière
On ne sait rien des installations médiévales. Au XVe siècle, en raison du nombre relativement faible de Juifs, il n'y a qu'une seule salle de prière. En 1462, avec l'autorisation de la ville, les Juifs de Crailsheim invitent des Juifs extérieurs à la ville à célébrer Souccot (Fête des Tabernacles) afin d'atteindre le minian (nombre nécessaire de dix fidèles masculins pour le service), ce qui n'est possible qu'avec l'autorisation du gouvernement de Ansbach.
Au XVIIe siècle, des salles de prière existent dans des maisons juives privées. Une d'elles, se trouve dans une maison située sur les remparts de la ville et appartient au Juif Gabriel, arrivé à Crailsheim en 1596. En 1604, Gabriel est menacé d'expulsion après qu'on eut appris qu'il célébrait secrètement des services religieux dans sa maison et qu'il invitait de nombreux Juifs du quartier. Pendant la guerre de Trente Ans (1618-1648), la maison de Gabriel est vendue à un chrétien, mais est rachetée par un Juif après la guerre. Depuis environ 1635, des offices religieux ont lieu aussi dans la maison d'Elias, au centre-ville, non loin de la chapelle Notre-Dame sur la place du marché (à l'extrémité sud de l'actuelle Karlsplatz). En 1664, Elias commence à construire une annexe à sa maison sans en informer le conseil municipal ni obtenir d'autorisation. La rumeur court qu'une synagogue doit être construite dans cette annexe. La ville ordonne alors à la communauté juive de se contenter pour ses offices de l'ancienne maison de Gabriel sur les remparts de la ville, mais cela n'a probablement pas été mis en œuvre. En 1671, Elias meurt; Son fils Gabriel reçoit la maison en héritage, mais décède en 1683. La maison, dans laquelle se trouve encore la salle de prière, devient la propriété de la communauté juive. Celle-ci la fait démolir en 1695 afin de pouvoir construire une synagogue sur son emplacement. Cependant, la communauté juive doit lutter pendant trois ans, sans succès, pour obtenir l'autorisation de construire une synagogue. La construction n'ayant pas été approuvée, la communauté décide d'installer sans autorisation une salle de prière au troisième étage de la maison d'Abraham Braunsbacher. Il s’agit de la maison qui dépassait les remparts de la ville et qui abritait déjà la première salle de prière. Sur le plan de la ville de Horland de 1738, elle porte le numéro 138. Elle se trouve sur la Ringgasse qui part de la Ziegelgasse. Finalement, en 1698, l'installation est approuvée par la ville. La salle de prière va servir de 1698 à 1783 et sera mentionnée comme synagogue. Un Hazzan (chantre) est désormais employé pour conduire les offices. Il fait aussi fonction de Shamash (bedeau) et de shohet (abatteur rituel). Après la construction de la synagogue en 1783, la salle de prière a été probablement vendue. Le bâtiment sera détruit pendant la guerre en 1945.

### Construction de la synagogue
Après 1750, la communauté juive se lance à nouveau dans le projet de construction d'une synagogue. Le bâtiment sur les remparts de la ville où est situé la salle de prière, à côté d'une grange, présente alors un risque important d'incendie. Le chantier de construction de la synagogue sur le site d'une grange démolie au 5 Küfergasse (aujourd'hui : 5 Adam-Weiß-Straße) peine à démarrer. Il faudra encore plusieurs années avant que la construction de la synagogue soit achevée. La date exacte de son achèvement n'est pas connue, probablement en 1782 ou 1783. Quoi qu'il en soit, le bâtiment est utilisé depuis 1783.

### Agrandissement de la synagogue
En 1863, la synagogue est agrandie et fondamentalement remaniée. L'espace réservé aux femmes, en particulier, s'était révélé totalement insuffisant les années précédentes. Selon les plans préliminaires du contremaître Häfner, le responsable du bâtiment, l'architecte Adolf Wolff, qui a également construit la synagogue de Stuttgart, élabore les plans définitifs et dirige les travaux de rénovation. Le conseiller juridique Dr Hirschmann est le responsable de la restauration. Avec la création d'un mikvé (bain rituel) et l'installation d'une salle de classe supplémentaire dans le bâtiment de l'école, l'ensemble a coûté 3 341 florins. L'État a contribué à hauteur de 440 florins et le montant principal a été payé par un prélèvement sur les membres de la communauté et par un emprunt. La synagogue restaurée est inaugurée le 4 septembre 1863 par le rabbin Menco Berlinger de Braunsbach. Les responsables de l'État, de la ville et des églises de la ville prennent part à la célébration. Lors de l'inauguration, la liturgie de Stuttgart avec prière en allemand, chant choral avec accompagnement d'orgue ou d'harmonium est également introduit dans la synagogue de Crailsheim. Le journal juif Allgemeinen Zeitung des Judentums rapporte l'évènement: 
« Le vendredi 4 septembre de cette année, l'inauguration de la synagogue nouvellement restaurée a été célébrée à Crailsheim. La maison de prière est calquée sur le temple israélite de Stuttgart et la liturgie de Stuttgart avec chant choral régulier et accompagnement d'orgue a également été introduite. La célébration religieuse était dirigée par le rabbin Berlinger de Braunsbach. Le sermon sur le Psaume 122 :1 : « Je suis dans la joie quand on me dit : Allons à la maison de l’Éternel ! », a été bien pensé et magnifiquement exécuté dans le contenu et la forme. Le mérite de la restauration de la synagogue tant au niveau de la construction extérieure que du culte intérieur revient principalement au conseiller juridique Dr Hirschmann, qui s'intéresse avec un zèle chaleureux au judaïsme et à son culte. La participation des responsables de l'État, de la communauté et de l'Église à la célébration religieuse a été générale et tous les citoyens de la sympathique petite ville franconienne ont unanimement exprimé leur joie face à cet heureux événement pour leurs concitoyens juifs. »
En 1865, la revue Der israelit souligne que les Juifs sont maintenant traiter comme tous les autres citoyens: 
« Les temps récents ont une fois de plus apporté de grandes preuves de la manière dont, dans notre pays, les Israélites sont non seulement légalement émancipés, mais sont vraiment traités comme des citoyens égaux dans tous les domaines de la vie. Les communautés de Crailsheim et Oedheim ont reçu respectivement une contribution de 450 florins et de 500 florins du Trésor public pour la rénovation de leur synagogue, soit environ 12,5 % du coût de la construction, et l'instituteur israélite de Crailsheim, M. Rosenthal, a été reconnu, avec un certain nombre de ses collègues chrétiens, comme digne d'une récompense offerte par la Königlichen Oberschulbehörde (Autorité royale de l'enseignement supérieur) pour l'année 1864-1865. »
En 1885, la communauté décide d'embellir la synagogue et de remplacer l'ancien parokhet (rideau de l'Arche Sainte). Elle lance un appel d'offres dans les journaux communautaires: 
« Un nouveau parokhet de 190 cm de long et 145 cm de large, brodé d'or, d'une exécution riche, belle et de bon goût avec une inscription appropriée, doit être acheté pour la synagogue locale. Le kaporet (lambrequin suspendu au-dessus du parokhet), doit mesurer 35 cm de long, 145 cm de large et être également doté d'une broderie et d'une inscription correspondante. Les fabricants d'articles religieux sont invités à remettre dans un délai de quatre semaines à l'instance soussignée, des dessins avec une détermination de prix extrême et à indiquer ce que coûte leur exécution en velours de soie rouge et bleu, dont des échantillons seront joints. Il convient de noter que le parokhet doit être doté de cordons et de pompons fixés dessus afin de pouvoir être utilisé immédiatement. Tout renseignement souhaité sera volontiers fourni.
Crailsheim (Wurtemberg), 1er juin 1885.
Bureau du responsable de la synagogue. Le président chantre Königsberger. »
Le 26 août 1888, la communauté juive célèbre les 25 ans de l'inauguration de la synagogue restaurée et constate que celle-ci est devenue trop petite pour le nombre croissant de membres:  
« Hier, samedi, la communauté israélite locale a célébré avec un service festif le 25e anniversaire de l'inauguration de la synagogue restaurée et de l'introduction du nouveau culte de la synagogue selon la liturgie de Stuttgart avec prière en allemand, chant choral et accompagnement d'orgue. À cette époque, la communauté ne comptait que 20 familles, aujourd'hui elle est devenue trois fois plus nombreuse avec plus de 300 âmes ; Les communautés voisines de Goldbach et d'Ingersheim ont été dissoutes et leurs membres ont été intégrés à celle de Crailsheim. En raison de cette augmentation de la population, une école primaire publique israélite a été créée ici et la synagogue, restaurée il y a 25 ans, est devenue trop petite pour ses membres. Il ne faudra pas attendre 25 ans de plus pour que la communauté réponde aux besoins religieux de ses membres par une nouvelle construction… »
La communauté commence à planifier la construction d’une nouvelle synagogue à Crailsheim dès 1905. En 1909, la planification a progressé au point où la construction aurait pu être lancée immédiatement. Cependant, pour des raisons inconnues, le nouveau bâtiment n'est pas construit et sa construction sera rendu impossible dans un premier temps par la Première Guerre mondiale et l'hyperinflation d'après-guerre en Allemagne. 
Une nouvelle synagogue ne sera jamais édifiée. 

### La destruction de la synagogue
Jusqu'en 1938, la synagogue est le centre de la vie religieuse de la communauté juive de Crailsheim. Son intérieur est détruit lors de la nuit de Cristal en novembre 1938. Cependant, en raison du risque de propagation du feu aux bâtiments voisins, la synagogue n'est pas incendiée. Le bâtiment est donc initialement resté debout et est transformé en 1942, en logement pour travailleurs forcés. En 1945, il est détruit pendant la guerre lors de bombardements alliés. 

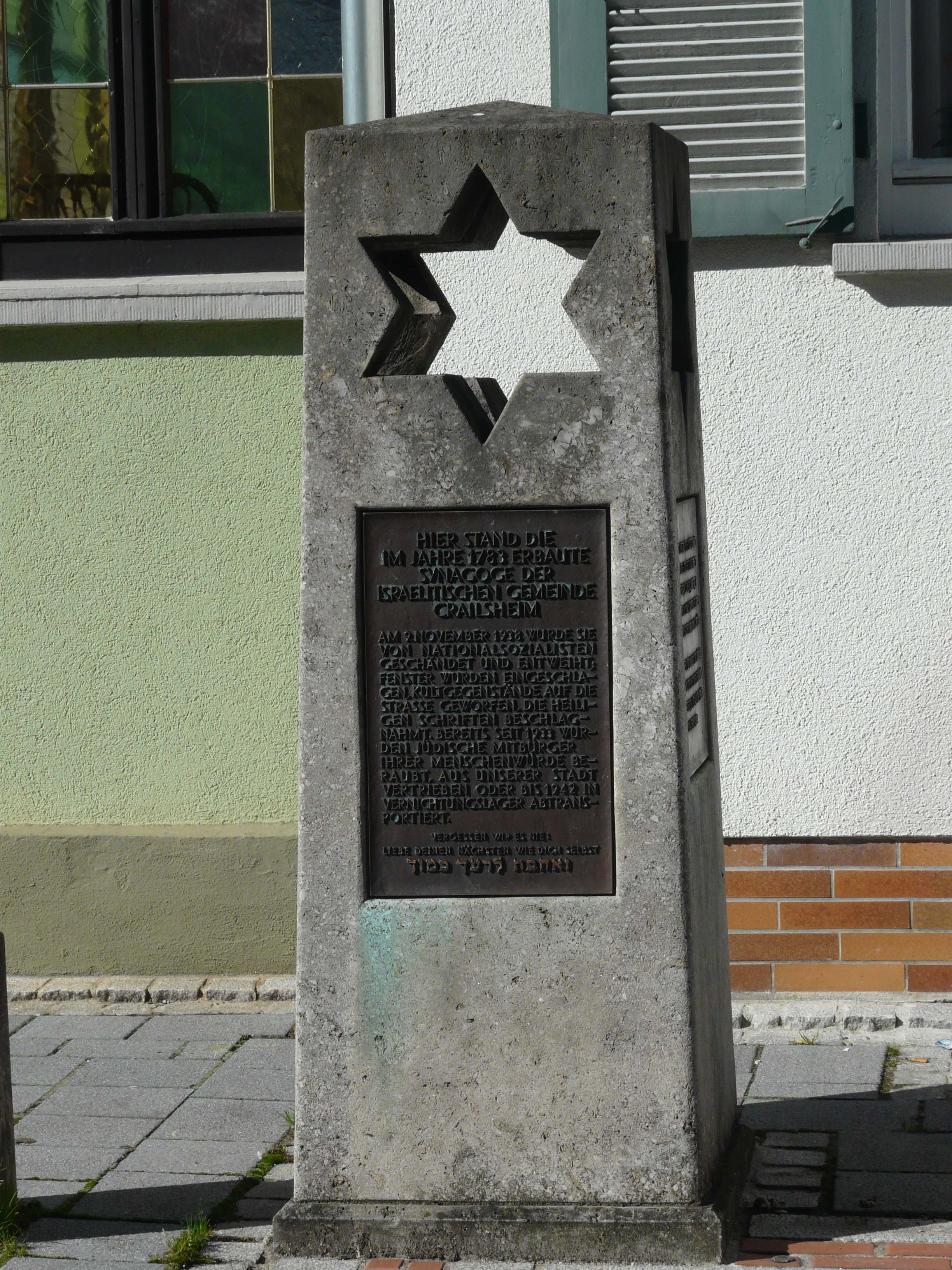
Monument commémorant la synagogue détruite

### Mémorial pour l'ancienne synagogue
Depuis novembre 1990, une stèle en calcaire blanc dans la Adam-Weiß-Strasse rappelle l'ancienne synagogue qui se trouvait ici et qui fut profanée par des hommes de la SA en 1938, puis victime de la guerre aérienne en 1945. Sur la plaque commémorative est inscrit en allemand: 
« Hier stand die im Jahre 1783 erbaute Synagoge der israelitischen Gemeinde Crailsheim. Am 9 November 1938 wurde Sie von Nationalsozialisten geschändet und entweiht; Fenster wurden eingeschlagen; Kultgegenstände auf die Strasse geworfen, die heiligen Schriften beschlagnahmt. Bereits seit 1933 wurden jüdische Mitbürger ihrer Menschenwürde beraubt, aus unserer Stadt vetrieben oder bis 1942 in Vernichtungslager abtranspotiert.
Vergessenwir es nie:
Liebe deinen Nächsten wie dich Selbst

(C'est ici que se trouvait la synagogue de la communauté israélite de Crailsheim, construite en 1783. Le 9 novembre 1938, elle a été profanée par les nationaux-socialistes ; les fenêtres ont été brisées, les objets de culte jetés dans la rue et les écrits sacrés confisqués. Depuis 1933 déjà, des concitoyens juifs ont été privés de leur dignité humaine, chassés de notre ville ou déportés dans des camps d'extermination jusqu'en 1942.
Ne l'oublions jamais :
Aime ton prochain comme toi-même) »
Une nouvelle stèle est inaugurée en mars 2015 sur le Reformationsweg près de la place de l'ancienne synagogue de Crailsheim. Elle aborde un thème difficile, la relation de Luther avec les Juifs.